# Пти Солдр
Пти Солдр (фр. Petite Sauldre) је река у Француској. Дуга је 62 km. Улива се у Солдр. 